# Arachnura spinosa
Arachnura spinosa är en spindelart som först beskrevs av Saito 1933.  Arachnura spinosa ingår i släktet Arachnura och familjen hjulspindlar.
Artens utbredningsområde är Taiwan. Inga underarter finns listade i Catalogue of Life.